# يوناس إريكسون
يوناس إريكسون (بالسويدية: Jonas Eriksson)‏ (المولود 28 مارس 1974) هو حكم كرة قدم سويدي. أصبح إريكسون حكمًا محترفا عام 1994 وهو يعمل لدى الفيفا منذ 2004.

## روابط خارجية
- يوناس إريكسون على موقع IMDb (الإنجليزية)
- يوناس إريكسون على موقع قاعدة بيانات الفيلم (الإنجليزية)
- يوناس إريكسون على موقع Soccerway.com (الإنجليزية)